# Mathias Grasel

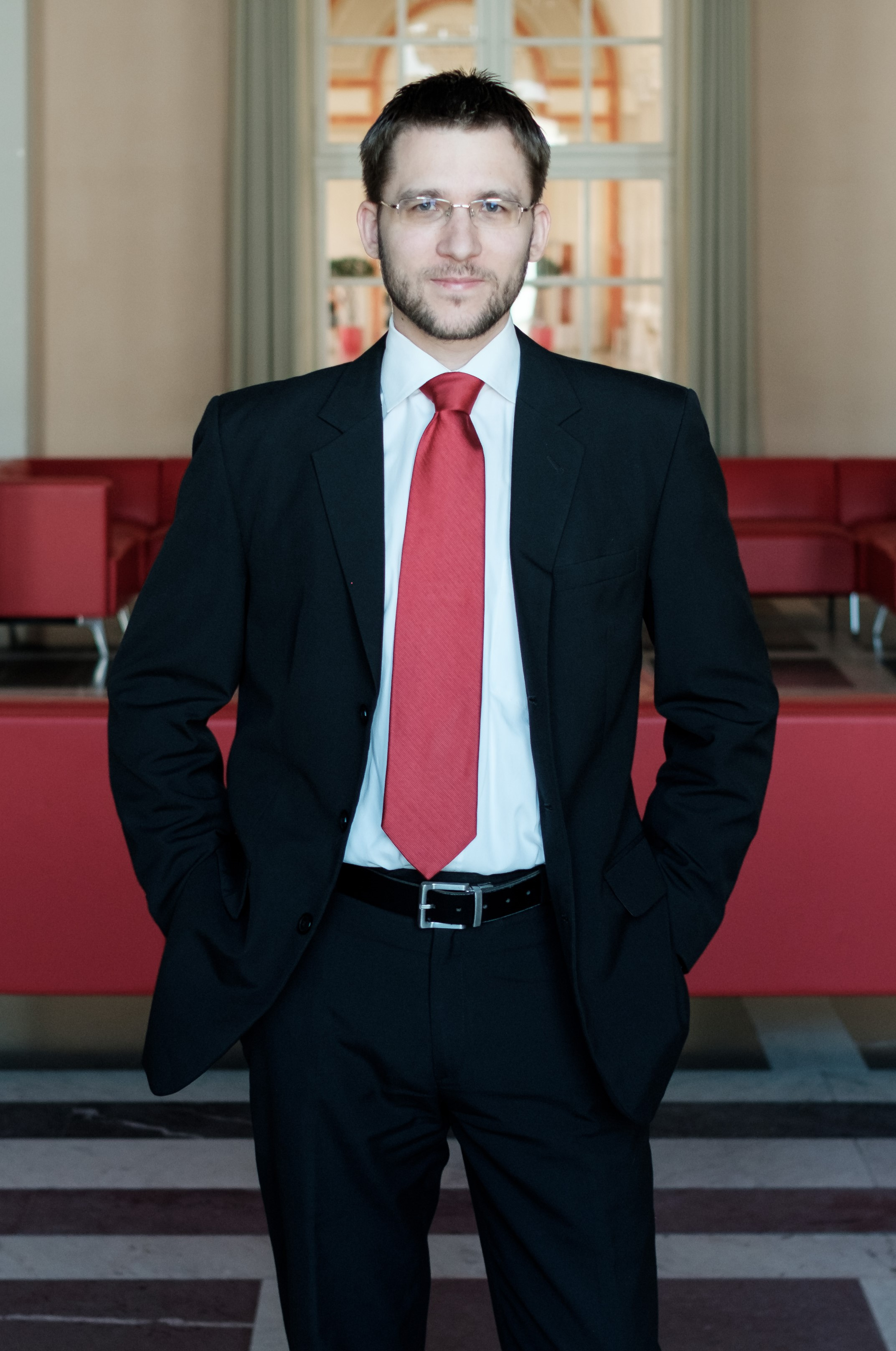
Mathias Grasel im Jahr 2017

Mathias Grasel (* 1984 in Tettnang) ist ein deutscher Rechtsanwalt. Im NSU-Prozess war er vierter Pflichtverteidiger der Hauptangeklagten Beate Zschäpe.

## Leben
Mathias Grasel wollte bereits als Abiturient Rechtsanwalt werden. Er begann im Jahr 2004 das Studium der Rechtswissenschaft an der Universität Konstanz. Im Folgejahr wechselte er an die Ludwig-Maximilians-Universität München, wo er sein Studium im Jahr 2009 abschloss. Es folgte das Referendariat am Oberlandesgericht München. Nach dem Bestehen des 2. Staatsexamens wurde er im Jahr 2011 zur Rechtsanwaltschaft zugelassen und ist seitdem Mitglied der Rechtsanwaltskammer München. Im Jahr 2015 verlieh sie ihm die Zusatzbezeichnung Fachanwalt für Strafrecht.
Bereits während seines Studiums galt sein Interesse dem Strafrecht. Zunächst als angestellter Rechtsanwalt in einer Münchener Kanzlei tätig, machte er sich 2014 selbständig und schloss sich einer Bürogemeinschaft an.

## NSU-Prozess
Am 6. Juli 2015 bestellte das Oberlandesgericht München ihn zum vierten Pflichtverteidiger von Beate Zschäpe im NSU-Prozess, nachdem es zuvor zu Spannungen mit ihren bisherigen drei Pflichtverteidigern Wolfgang Heer, Wolfgang Stahl und Anja Sturm gekommen war. Seitdem nahm er an der Hauptverhandlung vor dem 6. Strafsenat des Oberlandesgerichts München teil, manchmal unterstützt durch seinen Kanzleikollegen Hermann Borchert. Kurz nach seiner Bestellung kündigte er Gesprächsbereitschaft der Angeklagten an. Er verlas die 53-seitige Erklärung Zschäpes am 9. Dezember 2015, in der sie sich nach über vier Jahren des Schweigens erstmals zu den Anklagevorwürfen äußerte. Im Rahmen des Schlussvortrags der Verteidigung Zschäpes im April 2018 trug Grasel den Teil zur rechtlichen Würdigung vor und wies vor allem auf die restriktive Rechtsprechung des Bundesgerichtshofs zu mittäterschaftlichen Tatbeiträgen hin. Im Revisionsverfahren vor dem Bundesgerichtshof hat er eine 419-seitige Revisionsbegründung eingereicht. Die Akten lagen dem Bundesgerichtshof seit dem 19. Januar 2021 vor. Mit Beschluss vom 12. August 2021 hat der 3. Strafsenat des BGH die Revision als unbegründet verworfen (Az. 3 StR 441/20). Daraufhin reichte Grasel Verfassungsbeschwerde beim Bundesverfassungsgericht ein. Grasel rügte die Verletzung des Rechts auf die Gewährung rechtlichen Gehörs aus Art. 103 Abs. 1 GG, eine im Sinne des Art. 3 Abs. 1 GG willkürliche Anwendung des § 349 Abs. 2 StPO und eine Verletzung des Rechts auf die Entscheidung durch den gesetzlichen Richter aus Art. 101 Abs. 1 Satz 2 GG. Die Verfassungsbeschwerde war erfolglos.